# Avenida Sahara
La Ruta Estatal 589 incluye una gran parte de la Avenida Sahara que constituye la parte más importante de la comunicación en dirección este - oeste del área de Las Vegas. La carretera se llama así por el Sahara Hotel and Casino sito en Las Vegas Boulevard donde incercepta con la Avenida Sahara. Originalmente la carretera se llamaba la Avenida San Francisco.

## Descripción de la ruta
La Ruta Estatal 589 empieza en el occidente de Las Vegas en su intersección en Rainbow Boulevard (SR 595). Desde ahí, la ruta continúa al oeste de la Interestatal 15 y Las Vegas Boulevard. La Ruta Estatal 589 continúa hacia el oeste hasta cruzar la Calle Fremont/Boulder Highway (SR 582) para terminar en Nellis Boulevard (SR 612).
La Avenida Sahara en el área de Las Vegas comprende desde el límite sur de la Ciudad de Las Vegas. En la intersección de Las Vegas Boulevard, la Ruta Estatal 589 marca lo que es típicamente considerado como los límites del Strip de Las Vegas.
Algunas atracciones principales a lo largo de la carretera incluyen al Sahara Hotel and Casino y al Palace Station Hotel and Casino.

## Atracciones
- Palace Station
- Bonanza Gift Store
- Sahara Hotel and Casino